# Kirche Meikirch

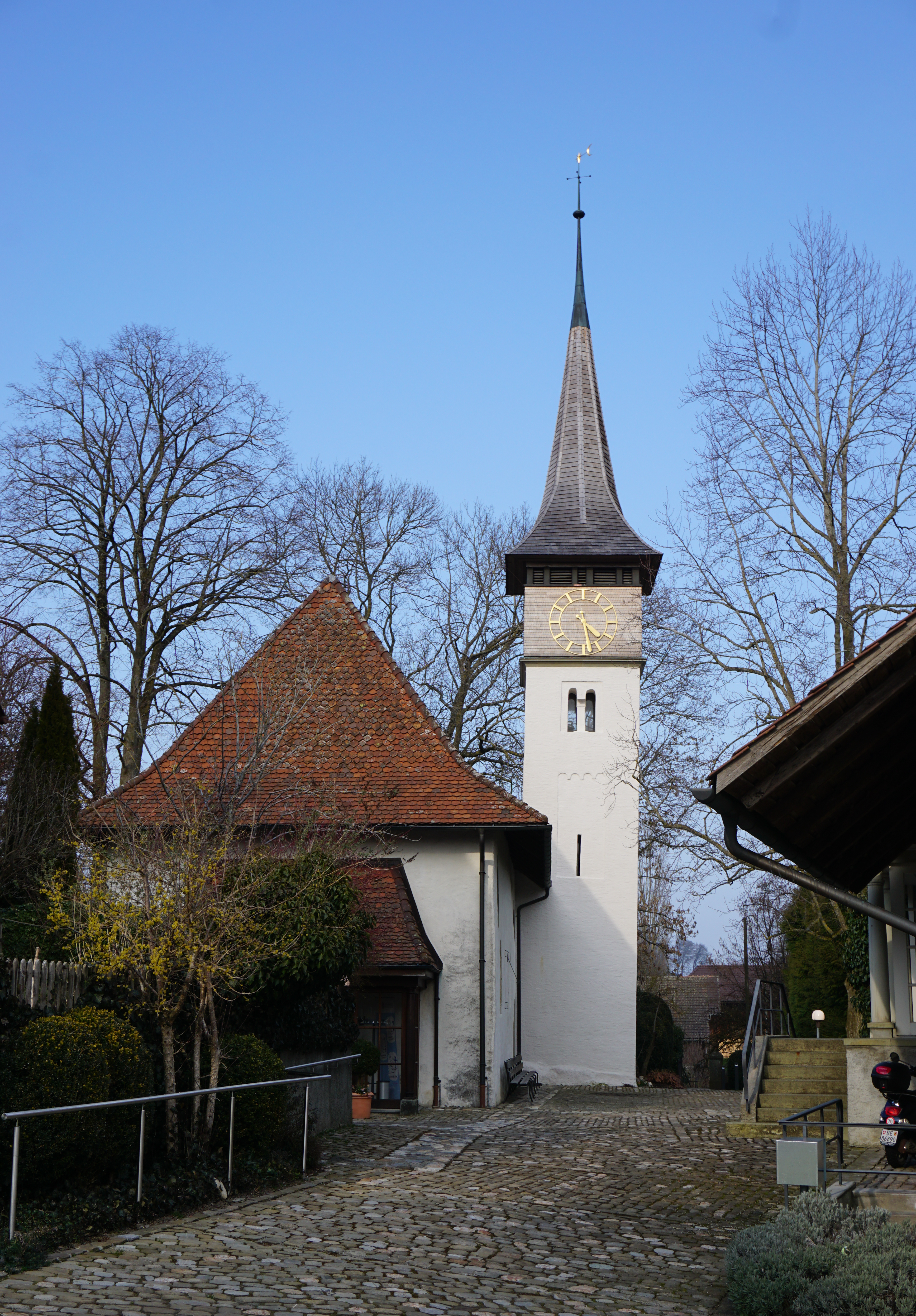
Kirche von Meikirch mit Turm

Jakob Samuel Weibel: Meikirch, 1823 (Collection Gugelmann)

Die Kirche Meikirch ist die reformierte Dorfkirche von Meikirch, Wahlendorf und Ortschwaben im Kanton Bern, Schweiz. Mit dem Pfarrhaus von 1605 und dem Müngerhaus von 1836, einem ehemaligen Bauernhaus das seit 2001 als Gemeindehaus dient und dem ehemaligen Ofenhaus mit Pfrundstube und Sekretariat, bildet die Baugruppe ein Kulturgut von nationaler Bedeutung. Die Kirche und ihre Umgebung ist wegen ihrer langen Geschichte zurück bis ins 7. und 8. Jahrhundert beachtenswert.

## Geschichte
Bei  Ausgrabungen 1978/1979 stiess man auf  umfangreiche Mauerreste eines römischen Landguts aus dem 1. und 2. Jahrhundert mit Wandmalereien in einem unterirdischen Laufgang. Aus den Funden wird geschlossen, dass am Platz der späteren Kirche eine herrschaftliche Villa Romana mit Seitenflügeln stand. Der Mauerverlauf ist im Pflaster des Kirchenvorplatzes markiert und die geborgenen Wandmalereien sind im Kirchgemeindehaus aufbewahrt. Die Villa wurde in der zweiten Hälfte des 3. Jahrhunderts aufgelassen.
Um 700 wurden in den Ruinen Gräber angelegt. Die Bestattungsarten, Grabbeigaben und anthropologische Untersuchungen lassen vermuten, dass es sich dabei um eingewanderte Alemannen handelte. Etwa hundert Jahre später ist vermutlich von christianisierten Alemannen eine Kirche gegründet worden. Die Stiftergräber dürften sich unter den im Kircheninnern gefundenen befinden.
Zisterziensermönche gründeten 1131 das Kloster Frienisberg. Im benachbarten Meikirch am Südosthang des Frienisbergs baute man etwa zur gleichen Zeit eine Kirche, die der Heiligen Maria geweiht war. Das Kloster bestellte die Geistlichen und bezog auch Einkünfte aus dem Kirchenbesitz. Der Kirchensatz gehörte den kyburgischen Ministerialen von Sumiswald und 1343 den von Schüpfen. 1401 oder 1405 vergrösserte der letzte Herr von Schüpfen das Pfrundgut, liess dessen Hörige frei und verschenkte es mit den Rechten und Pflichten ans Kloster Tedlingen. Rechtlich hatten die Inhaber des Kirchensatzes auch für den Unterhalt des Chorraums zu sorgen, während das Schiff durch die Ortsgemeinde erhalten wurde.
Nach der Reformation 1528 und Auflösung des Frauenklosters fiel die Kollatur samt Kirchengut an den Stand Bern und wurde vom Landvogt von Frienisberg verwaltet. Nach 1798 war der Staat mit der bernischen Landeskirche alleiniger Besitzer aller bernischen Kirchhören. Mit der Trennung von Kirche und Staat 1874 ist Meikirch als eigene Kirchgemeinde der bernischen Landeskirche angeschlossen und erhielt schon 1883 auch den Chor zur eigenen Verfügung, dies im Gegensatz zu anderen Kirchgemeinden, bei denen es erst einige Jahre später geschah. Bis zum Bau des neuen Friedhofs 1904 wurden die Toten der Gemeinde innerhalb der Mauern des Kirchhofs bestattet.

## Baugeschichte und Architektur
Der erste Kirchenbau aus dem 7. oder 8. Jahrhundert hatte teilweise die römischen Mauern mitverwendet. Der Bau aus dem 10.–11. Jahrhundert hatte die Masse von 6,80 × 6,30 Metern, mit einer um eine Stufe erhöhten, eng gerundeten Chorapsis im Osten.
Im 11.–12. Jahrhundert entstand ein verlängertes Schiff von 6,80 × 10,30 Metern, mit einer stark eingezogenen, halbrunden Chorapsis. An den Seitenwänden waren gemauerte Steinbänke und nahe der Eingangspforte stand ein Taufstein, denn in der vorreformatorischen Zeit durfte ein Täufling erst nach der Taufe die Kirche betreten. Die drei heute noch erhalten Rundbogenfenster in der Nordwand stammen aus dieser Bauphase. Die Südwand wurde, vermutlich wegen der ungenügenden Fundamentierung auf den römischen Grundmauern, erneuert und eine rundbogige Türe, sowie zwei oder drei schmale Fenster eingefügt.
Im 15. Jahrhundert, nur wenige Jahre vor der Reformation, verlängerte man das Schiff westlich nochmals um 5 Meter. Dabei wurde auch die romanische Pforte zugemauert und eine neue Türe nach hinten versetzt eingebaut.
Nach der Reformation 1528 stellte man anstelle des Altars einen Abendmahlstisch und den heute noch bestehenden Taufstein von 1585 in den Chor. Der Taufstein trägt am Schaft zwei Wappen von Bern und das Wappen der Vogtei Frienisberg mit dem Bischofsstab, sowie das von Cîteaux (F), dem Ursprungsort der Zisterzienser. Eine Kanzel im Barockstil wurde 1687 am rechten Chorbogen aufgebaut.
Beim Umbau unter der Leitung von Hans Jakob Dünz (1667–1742) wurde zwischen 1726 und 1729 die Kirche mit ihrem romanischen Apsischor, in einen reformierten «Predigtsaal» mit oktogonalem Chor abgeändert. Bei diesem Umbau erhielt der Chor drei Rundbogenfenster und das Schiff eines in der Mitte der Südwand, dazu zwei runde Ochsenaugenfenster und eines in der Nordwand über der Empore. Der genaue Zeitpunkt wann die erste Empore eingebaut wurde, ist nicht bekannt. Vermutlich wurde es im ausgehenden 17. Jahrhundert zu eng in der Kirche, denn 1688 wurde ein Hans Schertenleib gebüsst, weil er mit trücken und stossen auf der Portlauben ein grosses Unwesen verübt, wie es in den Chorgerichtsakten vermerkt ist. Damit ist das Vorhandensein einer Empore ab da verbürgt.
Anfang des 20. Jahrhunderts war die Kirche in schlechtem  Zustand. Die Gemeinde begann Geld zu sammeln für eine neue Orgel und Renovationen und begann 1920 mit der Erneuerung des Schiffs und vergab den Bau der Orgel. Vermutlich beim Umbau der Empore wurde eines der drei südseitigen, romanischen Fenster zugemauert. Die Sandsteinplatten des Chorraums mussten neu eben verlegt und unter den Bänken musste ein neuer Holzboden eingebaut werden. Ein neues Westportal ersetzte die hintere, nun zugemauerte Türe und über die alten Tonplatten im Mittelgang wurden gemusterte Keramikplatten verlegt. Auf die Restaurierung der barocken Spruch- und Ornamentmalerei, wie vom bauleitenden Architekten Wyss aus Lyss vorgeschlagen, hat man verzichtet, dafür das neue Holzwerk mit Ölfarbe gestrichen und mit von Ernst Linck entworfenen Schablonen einen Fries an der neuen Decke gemalt. In der Mitte der Südwand brachte ein neuausgebrochenes hohes Rundbogenfenster mehr Licht und mit Glasmalerei in zwei Chorfenstern entsprach die Kirche dem herrschenden Kunstempfinden. Sie stellten im gotisierenden Stil der Zeit Christus als Kinderfreund und die Anbetung der Könige dar.  Die Kosten des Umbaus betrugen mit den 15'400 für die Orgel gesamthaft 43'401 Franken.

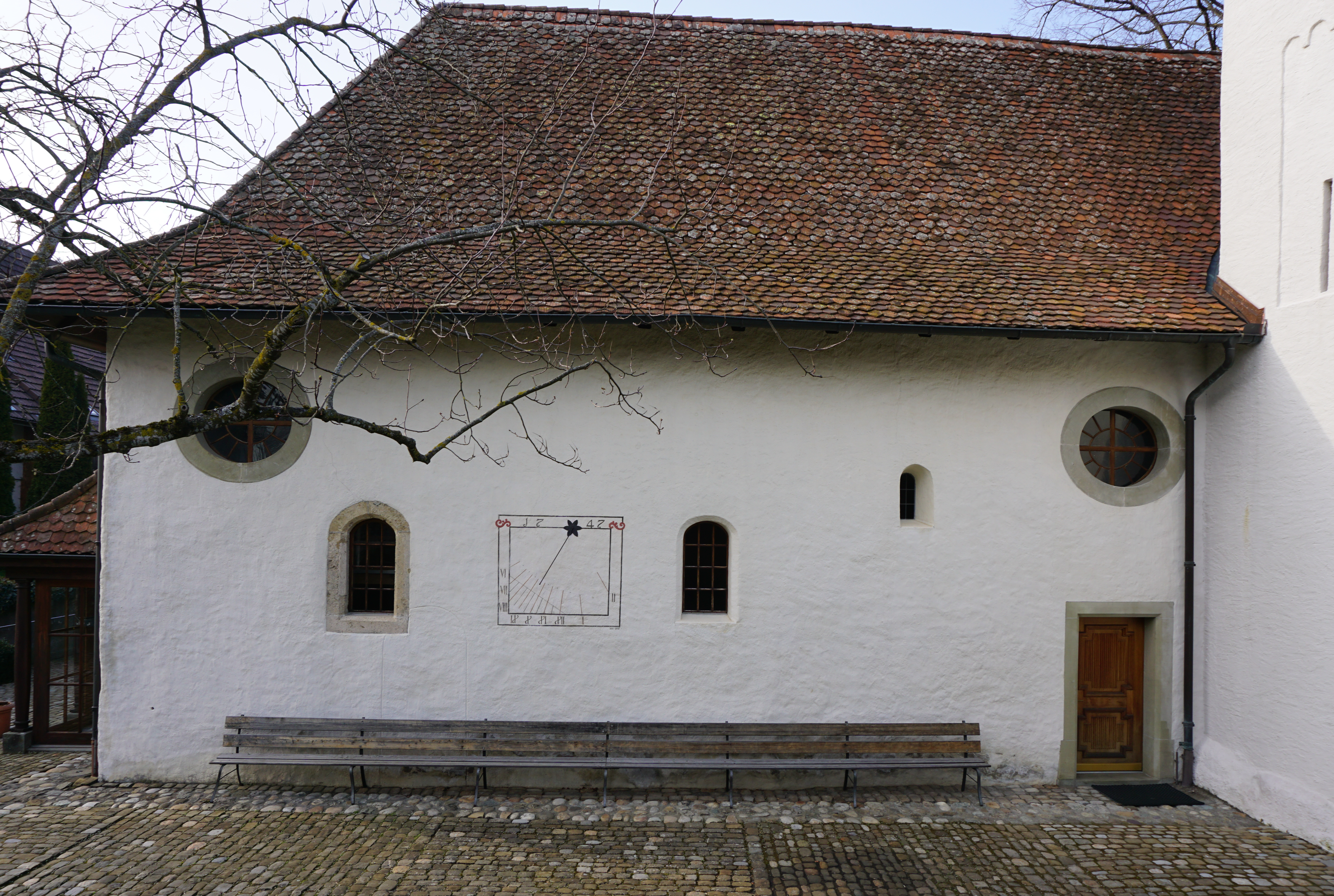
Meikirch Kirche, Südwand mit Sonnenuhr

1960–1961 leitete Architekt Peter Indermühle (1909–1986), Bern, die Renovation des Turms mit dem erneuerten Schindeldach und Verputz.
Die letzte grosse Renovierung 1978/1979 unter der Leitung von Architekt Franz Kessler, Bern, war mit archäologischen Grabungen und Untersuchungen verbunden. Als man bei Grabarbeiten im Umkreis der Kirche auf römische Mauerreste stiess, wurde der Archäologische Dienst des Kantons Bern beigezogen. Weitere Untersuchungen im Kircheninnern gaben Einblick in die früheren Bauphasen. Besonders die Südwand war nach dem Abschlagen des Verputzes aufschlussreich. Weil die Kirche möglichst bald wieder ihrem Zweck dienen sollte, galt es die Forschungsergebnisse zu dokumentieren und eine Wiederherstellung zu planen. Das grosse Fenster der Südwand  wurde zugemauert und ein neues, analog den dreien der Nordwand und dem wieder freigelegten unter der Empore gestaltet. Ein kleines Fenster aus der ersten Bauphase ist wieder offen und die beiden Ochsenaugenfenster blieben ebenfalls erhalten. Wegen dieser unterschiedlich geformten Fenster hat die Wand ein uneinheitliches Aussehen, aber die Baugeschichte bleibt vorstellbar.
Die Kanzel von 1687 wurde renoviert und «spiegelverkehrt» an der linken Chorseite angebracht. Anstelle der aufgemalten Balustrade an der Emporenbrüstung hat man aus Holz gedrechselte Balusterstützen und massive Eichenbalken eingebaut. Der Unterbau der Empore wurde mit gedrechselten Säulen abgestützt und eine neue Treppe eingebaut. Eine Decke aus Weisstannenholz wurde eingezogen, es wurden neue Kirchenbänke und das rekonstruierte Chorgestühl eingebaut. Die zwei bemalten Fenster im Chor hat man, trotz einiger Gegenstimmen, ausgebaut und alle Fenster neu mit neutralem Glas versehen. Die Glasmalereien sind in einem speziellen Schrank im Pfarrhaus für eine eventuelle spätere Verwendung aufbewahrt.

## Kunst
Mit drei Wandbildern hat Walter Loosli 1985 als Auftragsarbeit auf je neun gebrannten Tontafeln biblische Themen dargestellt.  Sie thematisieren Das Paradies, Jesaias Vision und die Apokalypse. Die in erdfarbenen Tönen bemalten Bilder sind zwischen den Chorfenstern aufgehängt.

## Turm

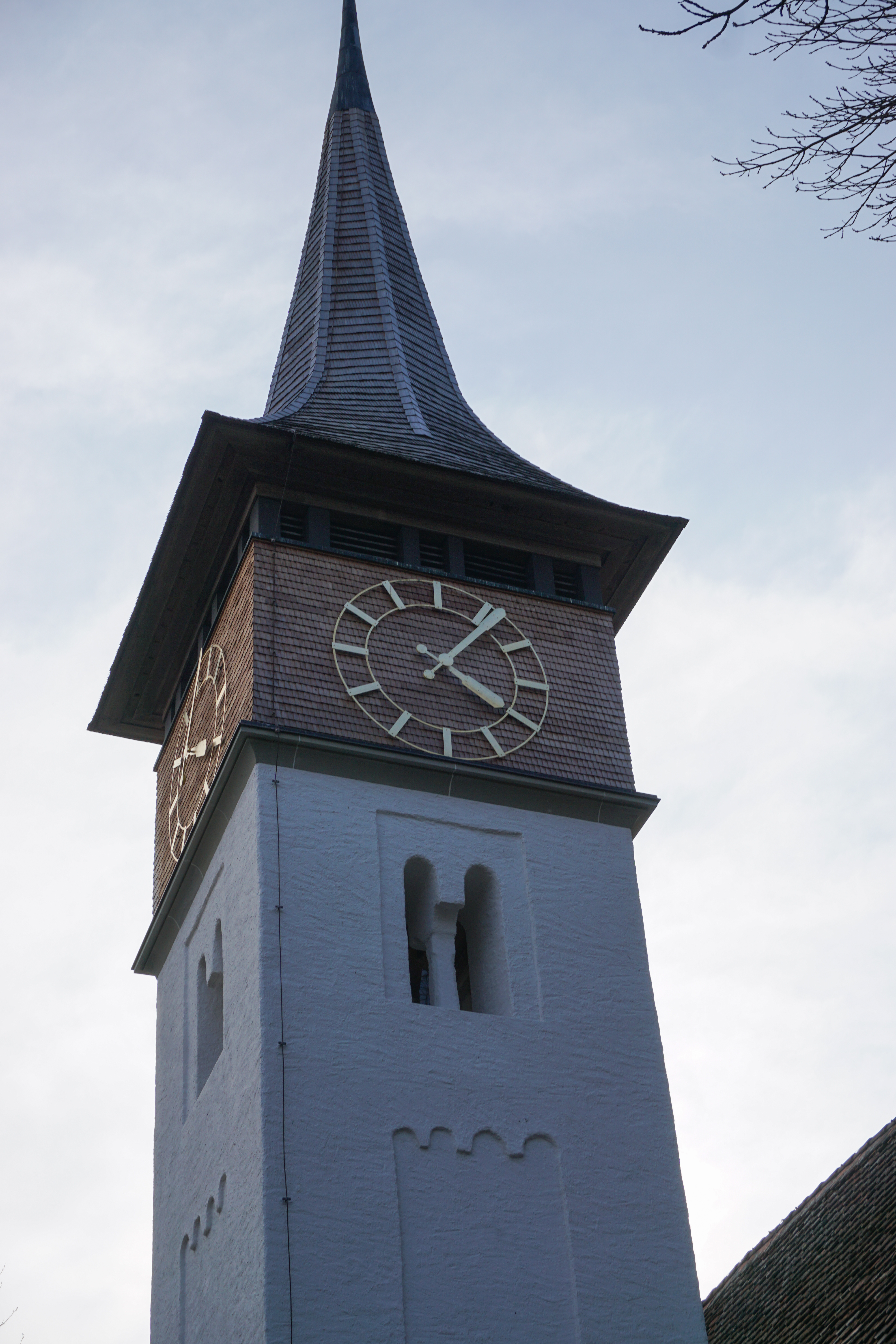
Meikirch Kirchturm

Im 13.–14. Jahrhundert erhielt die Kirche einen Turm mit quadratischem Grund von 3,50 × 3,50 Metern. Er besteht noch heute in seinem ursprünglichen Mauerwerk. Bis zum Sandstein-Stockgurt beträgt die Höhe 12 Meter. Hinter dem Holzkranz mit Schindelverkleidung von 2,15 Metern Höhe befindet sich der Glockenstuhl. Das Schallloch darüber mit Holzlamellen ist 0,75 Meter hoch. Der achteckige Spitzhelm läuft nach der Hohlkehle unten viereckig aus und ist 7,25 Meter hoch. Die Turmspitze trägt eine kupferne Windfahne mit einem Stern auf der Achse und einem Mond als Richtungszeiger, dazu ein liegendes Kreuz in den Himmelsrichtungen. Sie ist 3,50 hoch, damit hat der Turm eine Gesamthöhe von 25,55 Metern. Bei der Turmrenovation 1960/1961 wurden die Dachschindeln ersetzt und an der Fassade romanische Blendarkaden und Schallfenster freigelegt. Dabei wurde das Läutwerk elektrifiziert und ein drittes Zifferblatt der Uhr montiert. Die Uhr mit mechanischem Werk wurde 1952 von der Firma J. G. Baer von Sumiswald gebaut.
Ein erneuertes Schindeldach entstand 2014 unter der Bauleitung von Architekt Hansjürg Spycher, Münchenbuchsee. Nachdem die über fünfzig Jahre alten Schindeln erhebliche Wetterschäden zeigten, wurde mit Beratung der Denkmalschutzbehörde eine Neueindeckung  beschlossen. Nach dem Abbau der defekten Schindeln zeigten sich die Bretter der Unterdachschalung als intakt und konnten weiterverwendet werden. Der Kirchgemeinderat beauftragte die Firma StettlerPolybau aus Eggiwil mit den Arbeiten. Mit im Emmental handgespaltenen Lärchenholzschindeln von 51 Zentimetern Länge und durchschnittlich 0,5 Zentimetern Dicke, entstand ein geschlauftes Schindeldach mit Dreifachdeckung und 16 Zentimetern Fachhöhe. Die Kanten wurden als Gratgebinde mit unterlegtem Zinksteckgebinde (Noquette) ausgebildet. Zum besseren Schutz des Sandsteingurts wurde die Kupferabdeckung mit einer Tropfnase ausgeführt. Mit den Bauarbeiten wurden auch die Wetterfahne und die Zifferblätter der Uhr neu vergoldet.

## Glocken
1812 ist ein Glockenguss von F.L. (Franz Ludwig) Kaiser aus Solothurn für Meikirch in den Akten vermerkt.
Aus der Reformierten Kirche Münsingen kaufte die Gemeinde eine 1412 von Johann Reber in Aarau gegossene Glocke. Sie trägt die Namen der Heiligen Martin und Theodul. Sie wurde 1857, als in Münsingen vier neue Glocken das alte Geläute ersetzten, von Meikirch erworben. Eine zweite grössere, vermutlich die 1812 erwähnte, wurde 1928 nach Hindelbank verschenkt. Für das neue Geläute baute der einheimische Ernst Weber einen neuen Glockenstuhl.  Mit den beiden neuen Glocken, die 1928 von Rüetschi AG, Aarau gegossen wurden, bilden sie einen Molldreiklang.
Bei der Turmrenovation 2014 ersetzte die Firma J. G. Baer die Lager der Joche und die Steuerung des Geläutes. Auf Anregung von Denkmalpfleger Mathias Walter erhielten die Glocken neue Klöppel mit weicherer Legierung für einen wärmeren Klang.
- 1. Mit umlaufenden Band von Eichenlaub und einem Adler die Wappen von Meikirch und Bern tragend. Rüetschi, 1928. Gewicht: 1'050 kg, Durchmesser: 120 cm, Schlagton: f1

- 2. Mit Spruchband: Anno domini MCCCCXII fusa sum in honorem sancti Theodoli et Martini episcopi a magistro Joanne de arov. (dt. Im Jahre des Herrn 1412 bin ich gegossen worden zur Ehre des Heiligen Theodolus und Martinus, des Bischofs, von Meister Johannes von Aarau.) Zwei identische Bischofsabbildungen der Heiligen. Gewicht: 650 kg, Durchmesser: 100 cm, Schlagton: as1

- 3. Mit Spruchband O LAND, LAND, LAND, HÖRE DES HERRN WORT. (Jeremia, 22/28), Wappen von Bern und Meikirch. Rüetschi, 1928. Gewicht: 300 kg, Durchmesser: 80 cm, Schlagton: c2

## Orgeln

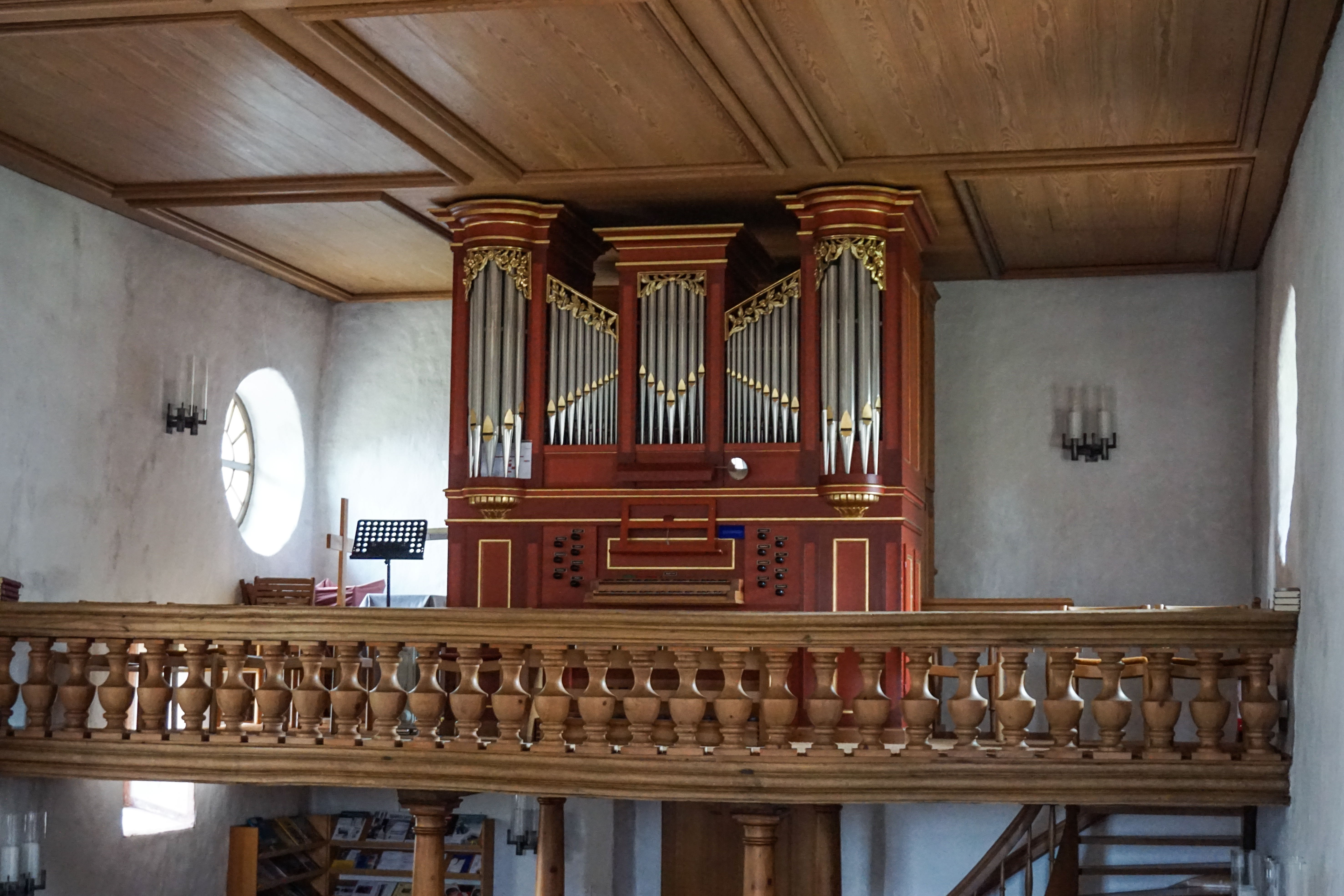
Empore und Orgel

1820 liess die Kirchgemeinde vom Orgelbauer Johann Jakob Weber aus Juchten bei Seeberg eine neue Orgel mit acht Registern und einem  Prospekt in klassizistischem Stil bauen. J. J. Weber war vom Orgelbauer Philipp Heinrich Caesar aus Mannheim beim Bau der 1865 zerstörten Orgel in der Stadtkirche von Burgdorf beeinflusst worden.
1921 baute Goll ein neues Werk mit pneumatischer Traktur und 15 Registern in das Gehäuse und benutzte alte Register mit unsensibel abgesägten Pfeifen.
Unter Verwendung des alten Gehäuses und rekonstruierter Teile, unter anderem dem Register Oktav 4′ und zwei weiteren (ein Chor 1′ aus der Mixtur und der Subbass 16′), wurde 1979 durch Metzler Orgelbau ein neues Werk mit mechanischer Traktur, mechanischer Registratur und der Windlade mit Schleifladen gebaut. Die drei Pedalregister sind separat in einem neuen Gehäuse hinter der Rückwand frei aufgestellt.
Die neue Orgel  besitzt 14 Register, zwei Manuale und Pedal mit Spielhilfen.
| I Hauptwerk C–f3 |              |    |
| 1.               | Prinzipal    | 8′ |
| 2.               | Hohlflöte    | 8′ |
| 3.               | Oktave       | 4′ |
| 4.               | Spitzgedackt | 4′ |
| 5.               | Superoktave  | 2′ |
| 6.               | Mixtur       | 1′ |
|                  | Tremulant    |    |

| II Positiv C–g3 (schwellbar) |           |        |
| 7.                           | Gedackt   | 8′     |
| 8.                           | Rohrflöte | 4′     |
| 9.                           | Nazard    | 2 ⁄3′  |
| 10.                          | Gemshorn  | 2′     |
| 11.                          | Terz      | 1 3⁄5′ |

| Pedalwerk C–f1 |           |     |
| 12.            | Subbass   | 16′ |
| 13.            | Oktavbass | 8′  |
| 14.            | Trompete  | 8′  |

- Normalkoppeln: II/I, I/P, II/P
- Spielhilfen: Schwelltritt